# Paweł Zawada
Paweł Zawada, pseudonim Sęk (ur. 4 grudnia 1883, zm. 20 stycznia 1954) – śląski pisarz, gawędziarz, badacz folkloru oraz historii lokalnego osadnictwa, nauczyciel. 
Spisał i opublikował wiele opowieści ludowych i podań m.in. Czantoria i Stożek (29 września 1931, tytułowe nazwy to wzgórza pogranicza polsko-czeskiego: Czantoria Wielka i Stożek Wielki), Zagadki góralskie (1933), Podanie o powstaniu Jaworzynki i Koniakowa, oraz inne publikowane głównie w czasopismach takich jak: Gwiazdka Cieszyńska, Zaranie Śląskie, Młody Polak, w Rocznikach Oddziału Polskiego Towarzystwa Tatrzańskiego Beskid Śląski w Cieszynie, czy w opracowaniu Pieśni ludowe z polskiego Śląska(w tomie II i III, Kraków 1938). 
W rękopisie pozostaje monografia wsi: Koniaków, Jaworzynka i Istebna (rozdziały wydrukowano w 1956).